# Jiráskovo divadlo (Nový Bydžov)
Jiráskovo divadlo se nalézá na náměstí Aloise Jiráska ve městě Nový Bydžov v okrese Hradec Králové. 
Novorenesanční budova z roku 1887 je chráněna jako kulturní památka ČR. Národní památkový ústav tuto budovu uvádí v katalogu památek pod rejstříkovým číslem ÚSKP 49771/6-6074.

## Historie budovy
Původně neorenesanční hostinec od stavitele A. Turka z roku 1887 byl v roce 1924 přestavěný stavitelem Oldřichem Liskou na divadlo.

## Popis budovy
Původně jednopatrová budova ve tvaru L sloužící jako hostinec, byla v roce 1924 přestavěna na divadlo. Na západě budova divadla přiléhá k budově školy. Před severním průčelím je na vysokém podstavci umístěna socha Aloise Jiráska od akademického sochaře Karla Samohrda z roku 1933.
Severní vstupní průčelí tvoří od doby přestavby přízemní vestibul se sloupy podepřenou galerií, která původně měla balustrádové zábradlí. V průčelí přístavby je v prostřední části mírný rizalit zakončený zvýšenou atikou.

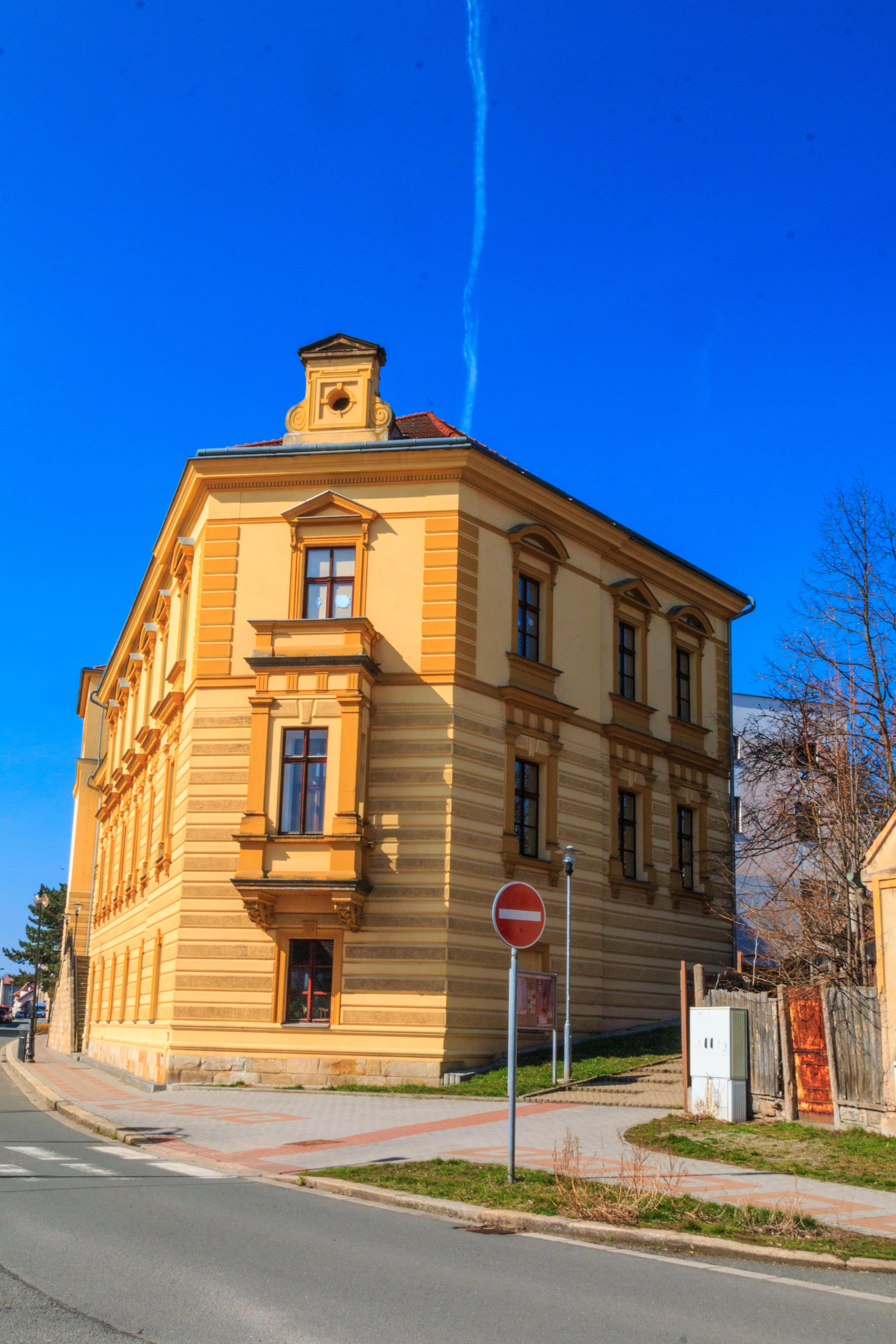
Původně neorenesanční hostinec od stavitele A. Turka (1887) přestavěný Oldřichem Liskou na divadlo (1924).

Fasáda v ulici V. K. Klicpery a na nároží je zdobena profilovanou pásovou bosáží. Kolem oken jsou šambrány, provedené jako ploché sloupy na podokenní římse nesené konzolami, zakončené klenákem, nad nimž je rovná profilovaná římsa zespodu zdobená kapkami. Vlys pod římsou je vyplněn zjednodušenými triglyfy s metopami. Fasáda mezi okny v patře je hladká. Okna jsou opět lemována šambránami. Nad šambránami je střídavě segmentový nebo trojúhelníkový fronton na konzolkách. Korunová římsa je bohatě profilovaná zakončená zubořezem. Nároží je zdobeno bosáží.

## Historie divadla
Jiráskovo divadlo v Novém Bydžově patří mezi divadelní scény s nejdelší tradicí ve východních Čechách. Tradice sahá až do 18. století. Ochotnicky se divadlo v Novém Bydžově hrálo také v 30. letech 19. století. Dne 29. července 1905 byl v místním hotelu Schroll ustanoven Spolek divadelních ochotníků v Novém Bydžově. V roce 1907 byla v hostinci Na Kopečku uvedena ochotnickým souborem hra Aloise Jiráska Lucerna. Během následujících deseti let místní ochotníci sehráli velký počet představení, a zařadili se tak mezi významné regionální divadelní spolky.
S ustanovením Divadelní jednoty Jirásek se dne 12. října 1924 za podpory města Nového Bydžova otevřely prostory nově zbudovaného moderního divadla, tehdy zvaného Městské Jiráskovo divadlo. Jirásek vznik Jednoty osobně podpořil dopisem a byl radou města jmenován čestným občanem. V roce 1960 budova divadla prošla rozsáhlou rekonstrukcí.
Vedle stálého souboru v divadle hostovaly přední české scény a byla navázána úzká spolupráce s divadly na východ od Prahy (Hradci Králové, Pardubicích a Kolíně). V roce 1986 vznikly plány na kompletní přestavbu, které se však ukázaly jako příliš náročné. Dokončování se stále odsouvalo, budova chátrala. Proto bylo Jiráskovo divadlo znovu slavnostně otevřeno až po 17 letech uzavření dne 14. února 2003.

## Vybavení
Divadlo je vybaveno moderní jevištní a světelnou technikou, k dispozici je i digitální 3D kino. Divadlo nemá stálý soubor. O program se mj. stále stará ochotnický Divadelní spolek Jirásek.

## Kino
Kino v Novém Bydžově bylo až do konce roku 2002 provozováno v samostatné budově (tzv. staré kino) v ulici Dr. M. Tyrše, jež však musela být v rámci restituce vrácena původnímu majiteli. Vzhledem k tomu, bylo v té době ještě rekonstruována dovadlo, došlo k úpravě projektu a k přesunu kina do budovy divadla.
Doporučená kapacita hlediště pro provoz kina je 168 míst (1.–12. řada). V letech 2011–2012 proběhla digitalizace kina. Kino disponuje standardem DCI s rozlišením 4K a 3D DepthQ projekcí.

## Parametry
- Šířka hlavního jeviště: 9,5 m
- Hloubka hlavního jeviště: 8,5 m
- Výška hlavního jeviště: 11,6 m[7]
- Celková kapacita hlediště: 275 míst[6]